# Joachim Alcine
Joachim Alcine est un boxeur haïtien né le 26 mars 1976 à La Gonâve et vivant en Californie aux États-Unis. Il commence sa carrière professionnelle au Centre Bell de Montréal le 28 mai 1999.

## Carrière
Il devient champion du monde des super-welters WBA le 7 juillet 2007 après avoir battu aux points l'américain Travis Simms. Il conserve sa ceinture cinq mois plus tard face à Alfonso Mosquera mais s'incline le 11 juillet 2008 contre Daniel Santos (défaite par KO au 6e round).
Le 10 décembre 2011, il s'impose aux points par décision majoritaire contre David Lemieux, de 13 ans son cadet, pour s'emparer du titre vacant WBC International des poids moyens avant de s'incliner dès le premier round face à Matthew Macklin le 15 septembre 2012. Alcine subira 5 autres défaites lors des 8 combats suivants, notamment contre Julian Williams en 2013 et Jermell Charlo en 2015.